# نوروود یانگ آمریکا (مینه‌سوتا)
نوروود یانگ آمریکا، مینه‌سوتا (به انگلیسی: Norwood Young America, Minnesota) یک شهر در ایالات متحده آمریکا است که در شهرستان کارور، مینه‌سوتا واقع شده‌است.

## خصوصیات
نوروود یانگ آمریکا ۶٫۵۳ کیلومترمربع مساحت و ۳٬۵۴۹ نفر جمعیت دارد و ۳۰۲ متر بالاتر از سطح دریا واقع شده‌است.

## نگارخانه

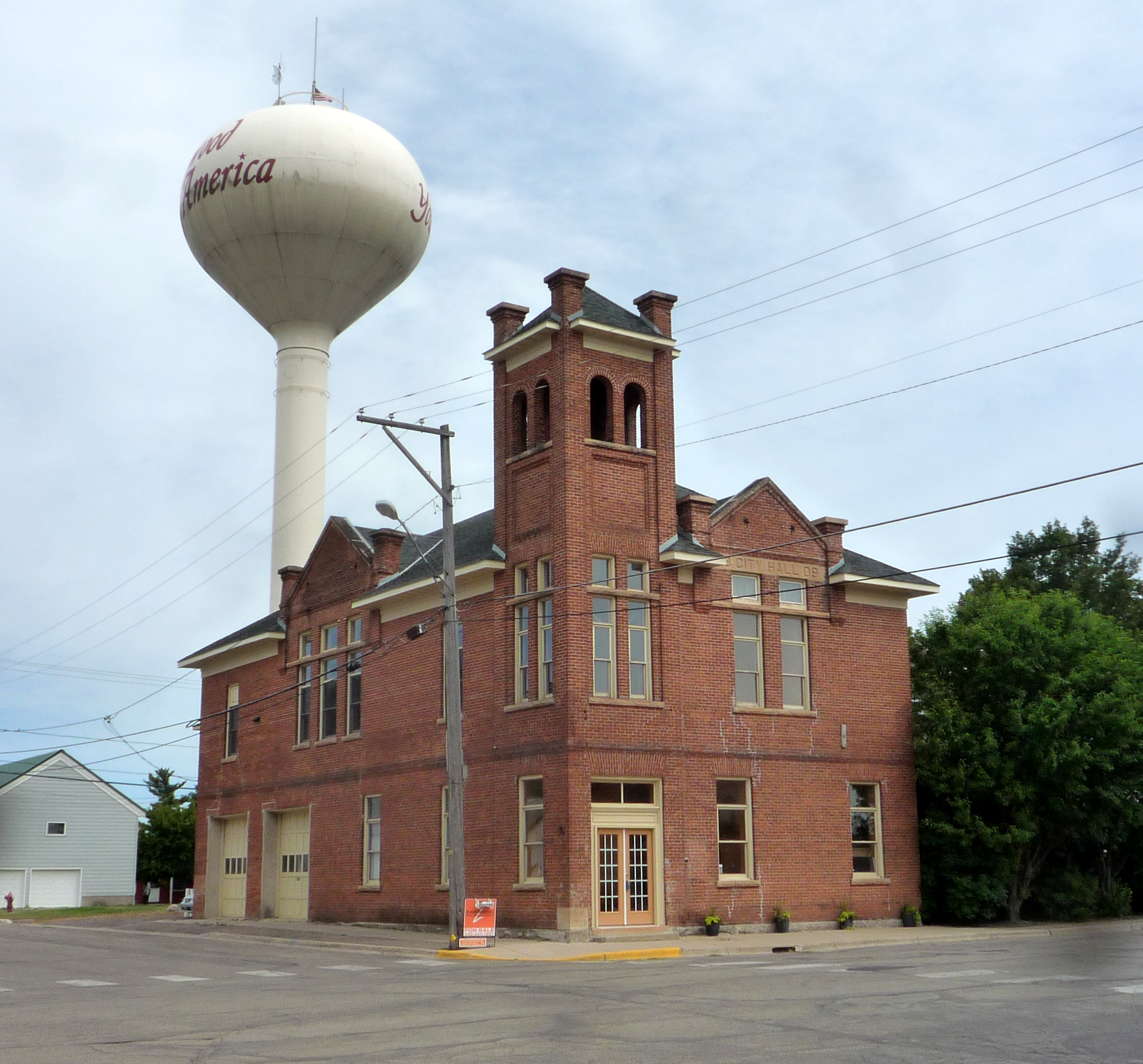
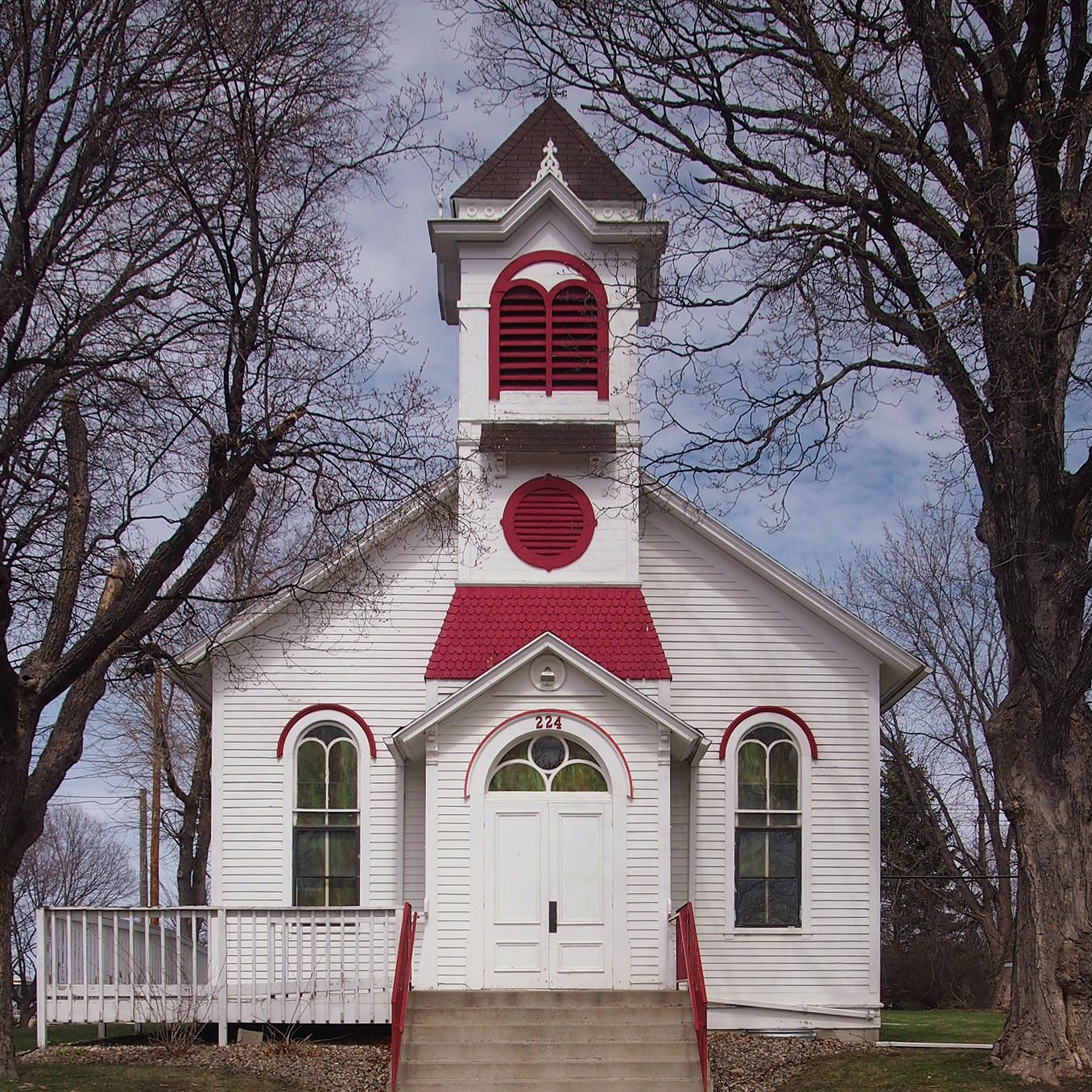
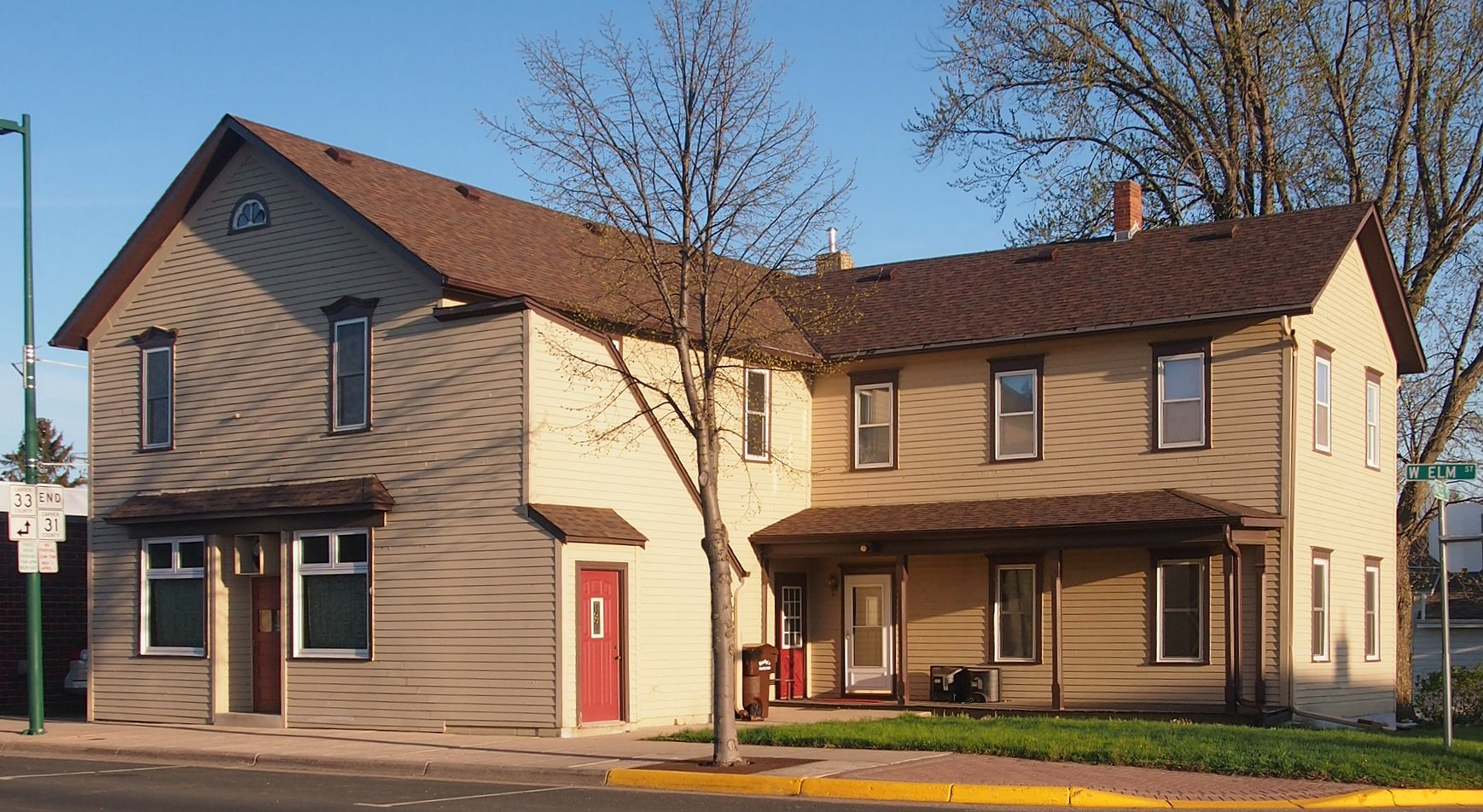